# Валь, Рихард
Рихард Валь (нем. Richard Wahl, 4 декабря 1906 — 1 ноября 1982) — немецкий фехтовальщик, призёр Олимпийских игр и чемпионатов мира.

## Биография
Родился в 1906 году. В 1935 году стал бронзовым призёром Международного первенства по фехтованию. В 1936 году стал обладателем бронзовой медали в командном первенстве на саблях Олимпийских игр в Берлине. В 1937 году завоевал бронзовую медаль первого официального чемпионата мира (тогда же Международная федерация фехтования задним числом признала чемпионатами мира все прошедшие ранее Международные первенства).